# Trung tâm Ứng dụng Tiến bộ Khoa học và Công nghệ Cần Thơ
 Trung tâm Ứng dụng Tiến bộ Khoa học và Công nghệ Cần Thơ  (tiếng Anh:  Can Tho Science and Technology Application Center , viết tắt:  CASTA ) là một là đơn vị trực thuộc Sở Khoa học và Công nghệ TP. Cần Thơ, hoạt động với sứ mệnh nghiên cứu, ứng dụng và chuyển giao các tiến bộ khoa học – công nghệ vào thực tiễn sản xuất và đời sống. 

## Lịch sử
Trung tâm được thành lập ngày 27 tháng 02 năm 2013 theo Quyết định số 503/QĐ- UBND của Ủy ban nhân dân thành phố Cần Thơ.

## Phạm vi hoạt động
Trung tâm hoạt động trong các lĩnh vực: nghiên cứu, ứng dụng, chuyển giao tiến bộ khoa học và công nghệ phục vụ công tác hoạch định chính sách, cung cấp dịch vụ công thuộc lĩnh vực khoa học và công nghệ chưa thể chuyển giao cho các tổ chức ngoài khu vực nhà nước đảm nhận. Thực hiện các hợp đồng dịch vụ khoa học và công nghệ (công nghệ cơ khí – tự động hóa, vật liệu mới, công nghệ sinh học, công nghệ thông tin…) dịch vụ chuyển giao, dịch vụ bồi dưỡng, huấn luyện nhân lực trình độ cao, dịch vụ trưng bày sản phẩm công nghệ mới, kể cả hợp tác quốc tế về khoa học và công nghệ… phù hợp với quy định của pháp luật.

## Vị trí, chức năng
Trung tâm Ứng dụng tiến bộ khoa học và công nghệ Cần Thơ là tổ chức khoa học và công nghệ trực thuộc Sở Khoa học và công nghệ thành phố Cần Thơ. Chức năng chính của Trung tâm là:
- Ứng dụng khoa học và phát triển công nghệ;
- Chuyển giao công nghệ;
- Bồi dưỡng nguồn nhân lực có trình độ cao để tạo ra các sản phẩm có giá trị gia tăng trên cơ sở ứng dụng các công nghệ cao, phục vụ doanh nghiệp và phục vụ quản lý nhà nước;
- Cung cấp dịch vụ công cho các tổ chức, cá nhân thuộc lĩnh vực khoa học và công nghệ chưa thể chuyển giao cho các tổ chức ngoài khu vực nhà nước đảm nhiệm.

## Những thành tựu nổi bật

### Công trình nghiên cứu và ứng dụng khoa học
Trung tâm đã triển khai nhiều đề tài nghiên cứu và ứng dụng vào thực tiễn, mang lại giá trị thiết thực cho nền kinh tế - xã hội, đặc biệt trong các lĩnh vực:
- Cơ khí – Tự động hóa: Thiết kế và sản xuất nhiều thiết bị tự động hóa phục vụ nông nghiệp và công nghiệp như: thiết bị sản xuất nước tưới nông nghiệp; thiết bị sấy năng lượng mặt trời; ứng dụng tích hợp công nghệ trao đổi electron nâng cao ORP - vào hệ thống nước RO; Thiết bị ứng dụng cơ lượng tử chống phân tầng chất lỏng trong chế biến thực phẩm và bảo vệ môi trường.
- Công nghệ sinh học: Nghiên cứu và ứng dụng chế phẩm vi sinh ứng dụng trong chăn nuôi và thủy sản; nghiên cứu và phân lập các loại vi sinh, virut; Nghiên cứu về các hoạt chất trong thực vật, dược liệu, dư lượng thuốc bảo vệ thực vật, kháng sinh trong cây.
- Công nghệ sau thu hoạch: khai các mô hình hệ thống sấy sử dụng năng lượng mặt trời giúp giảm chi phí nhiên liệu, bảo vệ môi trường và giữ nguyên chất lượng nông sản. Phát triển các sản phẩm như nước ép trái cây cô đặc, kẹo dẻo, siro giúp đa dạng hóa thị trường tiêu thụ.

### Dự án khoa học công nghệ và chuyển giao công nghệ
Trung tâm đã chủ trì và tham gia nhiều dự án khoa học công nghệ cấp thành phố, cấp bộ, trong đó có các dự án tiêu biểu:
- Tích hợp công nghệ trao đổi electron nâng cao ORP- vào hệ thống lọc RO: “Tích hợp công nghệ trao đổi electron nâng cao ORP- vào hệ thống nước RO” để đạt được mục tiêu cung cấp đủ nước sạch, an toàn và hiệu quả, áp dụng công nghệ thân thiện với môi trường, tiết kiệm năng lượng, tiết kiệm hóa chất, không có chất thải và chất ô nhiễm thứ cấp với chi phí hiệu quả nhất. Phù hợp với nhiều nguồn nước khác nhau bằng công nghệ chế tạo hoàn toàn tại Việt Nam. Một số đơn vị đã nhận chuyển giao: Trường tiểu học Trần Hưng Đạo (Ô Môn - Cần Thơ); công ty Bia – Nước giải khát Sài Gòn Tây Đô (Cần Thơ); Công ty NAWA (Bà Rịa – Vũng Tàu); Nước uống ION Đắk Lắk; Công ty CAN (Thái Bình);…
- Chuyển giao quy trình sản xuất: Sản phẩm kẹo dẻo (jelly) và mứt đông (Jam) có áp dụng kỹ thuật xử lý lưu giữ hương tự nhiên của siro trái cây tại Công ty TNHH SX DV TM BA MỌI (Ninh Thuận) ;.....
- Cải tiến kỹ thuật xử lý lưu giữ hương tự nhiên của siro trái cây: Sản phẩm Yến chưng bổ sung hương từ siro trái cây tại Công ty TNHH Khương Thịnh Kiên Giang (Kiên Giang)
- Đề tài KH&CN cấp thành phố  “Xác định hoạt tính chống oxy hóa và kháng nấm của lúa non để làm thực phẩm chức năng và mỹ phẩm chăm sóc da” 2021-2023
- Đề tài KH&CN cấp thành phố “Nghiên cứu thành phần hóa học và tác dụng sinh học hướng kháng khuẩn, kháng nấm và chống oxy hóa của rau càng cua (Peperomia pellucdia) ” 2020-2023
- Dự án “Xây dựng mô hình ứng dụng khoa học kỹ thuật trồng xoài đạt tiêu chuẩn VietGAP và truy xuất nguồn gốc theo công nghệ Blockchan tại tỉnh Hậu Giang”. 2020-2024
- Nghiên cứu tạo chế phẩm sinh học chứa vi khuẩn Serratia nematodiphila CT-78 đối kháng với vi khuẩn Xanthomonas oryzae pv. Oryzae gây bệnh cháy bìa lá lúa ở Cần Thơ.
- Nghiên cứu tạo chế phẩm sinh học chứa vi khuẩn Rhodococcus sp. phân hủy các hợp chất hữu cơ có vòng thơm trong nguồn nước thải.

### Giải thưởng và sự công nhận
Với những đóng góp xuất sắc, Trung tâm đã vinh dự nhận được nhiều giải thưởng, bằng khen từ UBND TP. Cần Thơ, Bộ Khoa học và Công nghệ cũng như các tổ chức chuyên ngành. Các sản phẩm và công nghệ của Trung tâm cũng được công nhận và chuyển giao thành công đến nhiều địa phương trong cả nước.